# Cryptanura ablata
Cryptanura ablata là một loài tò vò trong họ Ichneumonidae.